# Estación Gakushūinshita
La estación Gakusyuinshita (大塚駅前停留場 Gakusyūinshita-teiryūjō?) de la línea Toden Arakawa, pertenece al único sistema de tranvías de la empresa estatal Toei, y está ubicada en el barrio especial de Toshima, en la prefectura de Tokio, Japón.

## Otros servicios
- Toei Bus
  - Línea 86: hacía las estaciones de Ikebukuro y Shibuya

## Sitios de interés
- Universidad de Gakushuin
- Colegio universitario de periodismo de Japón
- Colegio universitario de lenguas extranjeras de Japón
- Sede de Taisho Pharmaceutical Co., Ltd.
- Sede de Bic Camera Inc.
- Calle Meiji
- Río Kanda